# Chilara taylori
Chilara taylori är en fiskart som först beskrevs av Charles Frédéric Girard, 1858.  Chilara taylori ingår i släktet Chilara och familjen Ophidiidae. IUCN kategoriserar arten globalt som livskraftig. Inga underarter finns listade i Catalogue of Life.